# Liste des réacteurs nucléaires en Autriche
La liste des réacteurs nucléaires en Autriche est très courte. Elle comprend seulement quelques réacteurs de recherche car aucune centrale nucléaire n'a jamais été mise en route en Autriche.
Jusqu'en 1955, toute activité dans le domaine du nucléaire est interdite à l'Autriche. En 1956, le gouvernement fonde la « société autrichienne d'études pour l'énergie nucléaire » (Österreichische Studiengesellschaft für Kernenergie GmbH) et construit un premier réacteur de recherche (à Seibersdorf) avec l'aide des États-Unis.
En 1972 commence le chantier de construction de la première centrale nucléaire à Zwentendorf. Le « plan énergétique » de 1976 prévoit la construction de deux autres centrales pour une puissance totale de 3300 MW. La construction de la première centrale est achevée en 1977 mais les électeurs se prononcent avec une majorité de 50,5 % contre sa mise en service lors du référendum du 5 novembre 1978.
Le 5 décembre 1978, le parlement autrichien vote la Atomsperrgesetz, loi qui interdit la construction ou la mise en service de centrales nucléaires. Zwentendorf ne fonctionnera donc jamais et l'idée d'utiliser l'énergie nucléaire pour produire de l'électricité est définitivement abandonnée avec l'accident de Tchernobyl. Une autre loi (Atomhaftungsgesetz) datant de l’année 1999 règle les problèmes de responsabilité. La même année, l'interdiction de 1978 prend valeur constitutionnelle par la « loi constitutionnelle pour une Autriche sans nucléaire » (Bundesverfassungsgesetz für ein atomfreies Österreich) qui interdit également le transport et le stockage de déchets nucléaires en Autriche.

## Réacteurs nucléaires en Autriche
| Lieu                              | Land           | Filière          | Mise en service | Arrêt définitif | Puissance       |
| --------------------------------- | -------------- | ---------------- | --------------- | --------------- | --------------- |
| Seibersdorf                       | Basse-Autriche | ASTRA            | 1960            | 2000            | 10 MW           |
| Institut de l'Atome Vienne        | Vienne         | Triga Mark 2     | 1962            |                 | 250 kW          |
| Université technique de Graz      | Styrie         | Siemens Argonaut | 1963            | ?               | 1 kW            |
| Centrale nucléaire de Zwentendorf | Basse-Autriche | REB              | jamais          | --              | 730 MW (prévus) |